# Omanisch-portugiesische Beziehungen
Die omanisch-portugiesischen Beziehungen beschreiben das zwischenstaatliche Verhältnis von Oman und Portugal. Die Länder unterhalten seit 1979 direkte diplomatische Beziehungen.
Historisch kreuzten sich die beiden Länder erstmals im 16. Jahrhundert, mit der Ankunft portugiesischer Seefahrer am Golf von Oman. Fast 150 Jahre blieben die Portugiesen in Maskat und ihren weiteren Besitzungen im heutigen Oman, bis sie ab 1648 vertrieben wurden. Einige Festungen und andere Bauten in Oman zeugen heute von dieser Zeit.
Heute sind die bilateralen Beziehungen gut, aber wenig intensiv. Berührungspunkte sind der vergleichsweise geringe Warenaustausch und der ebenfalls noch wenig entwickelte gegenseitige Tourismus.
Im Jahr 2015 waren drei omanische Staatsbürger in Portugal gemeldet, einer in Porto und zwei in Évora. Im Jahr 2010 waren 37 Bürger im portugiesischen Konsulat in Oman registriert.

## Geschichte

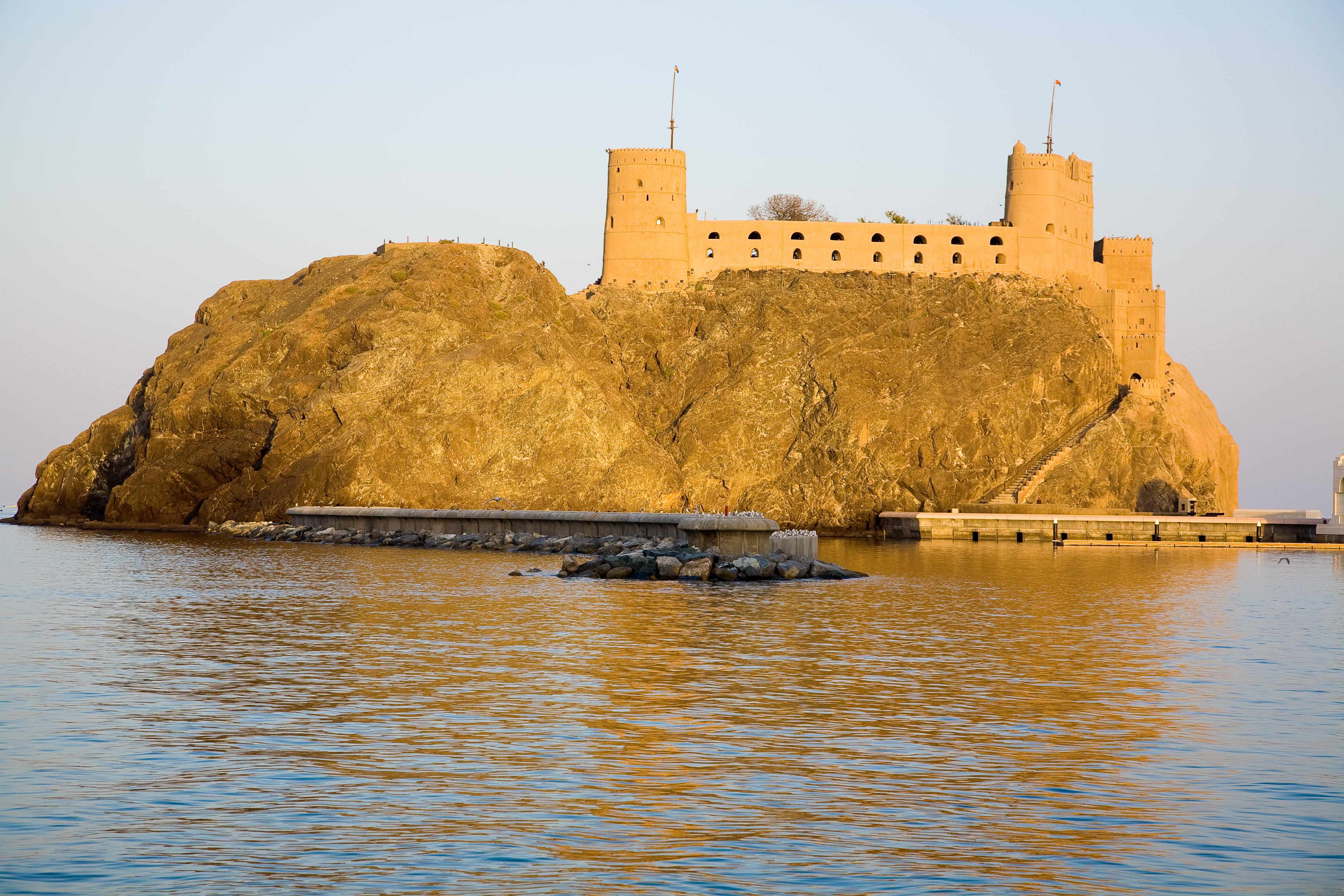
Die portugiesische Festung Fort Al Jalali in Maskat

### Bis 1900
Der portugiesische Admiral Afonso de Albuquerque baute ab 1507 ein Netz an Stützpunkten im Persischen Golf auf. Militärisches und logistisches Zentrum wurde die Insel Hormus. Albuquerque, zweiter Vizekönig von Portugiesisch-Indien, unterwarf eine Reihe weiterer Städte an den Küsten des Persischen Golfs, die fortan der portugiesischen Krone tributpflichtig waren und den portugiesischen Indien-Handel sicherten.
Zu den Orten und Faktoreien, die Albuquerque unterwarf oder neu errichtete, gehörten auch einige Ortschaften im heutigen Oman, darunter Soar (Suhar), Sur und vor allem Maskat, das Militär- und Verwaltungszentrum der Portugiesen in der Region wurde.
Portugal wurde seit 1582 in Personalunion mit Spanien regierte und erlebte danach einen Niedergang seines Kolonialreichs. Es konnte Angriffe immer schwerer abwehren, insbesondere gegen die aufstrebenden und mit Spanien im Konflikt stehenden Engländer. Erstmals trafen Portugiesen und Engländer in der Golfregion militärisch ab dem Seegefecht bei Dschask im Dezember 1620 / Januar 1621 aufeinander. Am 12. Mai 1622 musste Portugal die Insel Hormus aufgeben, und die etwa 2.000 Portugiesen übersiedelten nach Maskat, das nun Hormus beerbte und zum zentralen Militär- und Handelsstützpunkt der Portugiesen in der Region unter Admiral Rui Freire de Andrade wurde. Dieser errichtete nun neue Stützpunkte und Festungen, darunter die Festung Caçapo (al-Chasab) und weitere, auch auf der Musandam-Halbinsel. 1633 starb Rui Freire de Andrade, der bedeutendste portugiesische Offizielle im Golf von Persien. Er wurde in der Kirche Igreja de Santo Agostinho in Maskat beigesetzt.
Der portugiesische Handel in den eigenen Faktoreien der Region florierte weiter. 1648 wurden die Portugiesen jedoch, nach der Belagerung Maskats, zur Aufgabe und Schleifung der Festungen von Qurayyat (Curiate), Dibba (Doba) und Matrah (Matara) gezwungen, bis der omanischen Yaruba-Dynastie 1650 schließlich die Einnahme Maskats gelang. Damit war das Ende der portugiesischen Präsenz im Persischen Golf und im Golf von Oman besiegelt. Zudem eroberte der Oman danach eine Reihe früherer portugiesischer Besitzungen in Ostafrika, darunter Sansibar, Lamu, und Mombasa mit dem Fort Jesus (heute UNESCO-Weltkulturerbe).
Als Folge der anhaltend guten persisch-portugiesischen Beziehungen waren Portugiesen jedoch weiterhin in der Region präsent, auch wenn die Golfregion zunehmend unter britischen Einfluss geriet. So stritten portugiesische Kriegsschiffe zusammen mit persischem Militär gegen Maskat, insbesondere 1715 und 1718.
Im Verlauf des 18. und 19. Jahrhundert kamen weitere frühere Besitzungen Portugals in Ostafrika unter die Herrschaft Omans, darunter Mogadischu, Baraawe, Kilwa Kisiwani und Malindi.

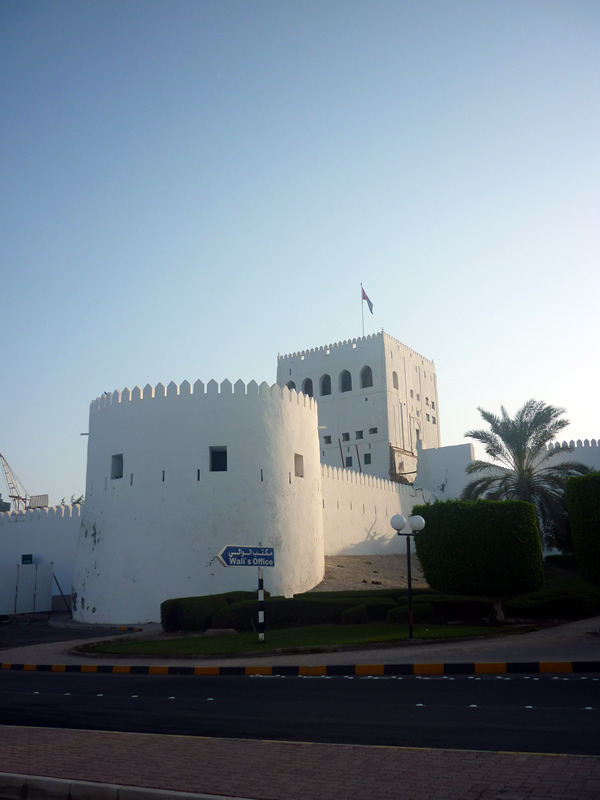
Das restaurierte portugiesische Fort von Sohar

### Seit 1900
Nachdem sich der Oman unter Sultan Said ibn Taimur isolierte und außenpolitisch unter britischem Einfluss stand, betrieb sein Sohn, Sultan Qabus ibn Said, ab 1970 die Modernisierung und Öffnung des Landes.
Am 26. Oktober 1979 nahmen Portugal und Oman direkte diplomatische Beziehungen auf. Als erster Botschafter Portugals in Oman akkreditierte sich 1988 José Manuel Matos Parreira, der portugiesische Botschafter in Saudi-Arabien. Eine eigene Botschaft hat Portugal in Oman bisher nicht eröffnet, und auch Oman hat keine eigene Vertretung in Portugal.
Oman hat insbesondere seit den 2000er Jahren eine Vielzahl seiner Gebäude aus der Portugiesischen Kolonialgeschichte restauriert.

## Diplomatie
Portugal unterhält keine eigene Botschaft in Oman, es gehört zum Amtsbezirk des portugiesischen Vertreters in der katarischen Hauptstadt Doha. In Maskat besteht ein portugiesisches Honorarkonsulat.
Oman führt ebenfalls keine eigene Botschaft in Portugal, sondern ist dort mit seinem Vertreter in der spanischen Hauptstadt Madrid doppelakkreditiert. Ein Konsulat führt Oman in Portugal ebenfalls nicht.

## Wirtschaft

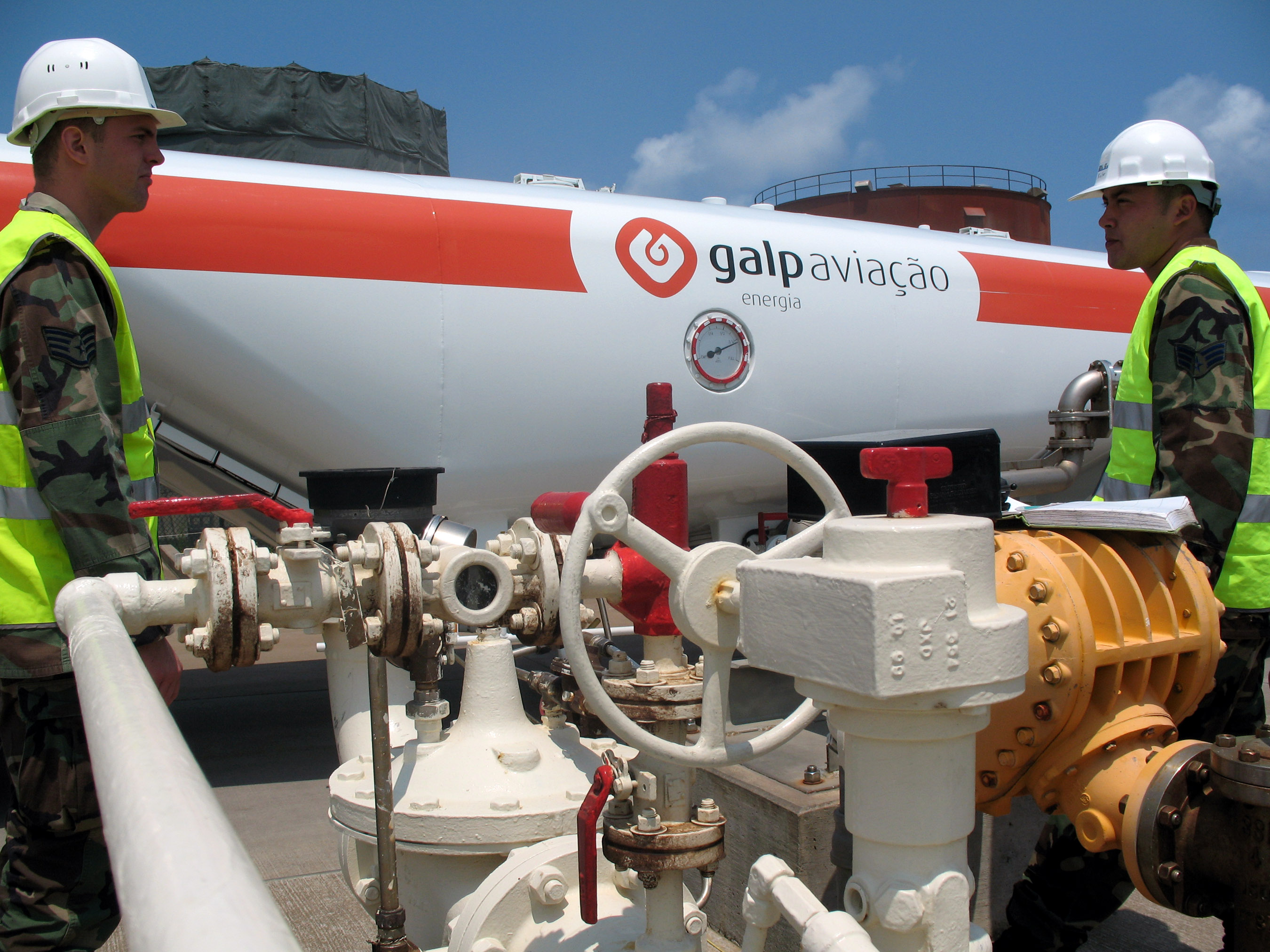
Tankwagen der portugiesischen Galp an der Lajes Air Base: 2016 exportierte Portugal erstmals Treibstoff in den ölreichen Oman

Die portugiesische Außenhandelskammer AICEP unterhält keine Niederlassung in Oman, zuständig ist das AICEP-Büro in Katar.
Im Jahr 2016 exportierte Portugal Waren im Wert von 18,46 Mio. Euro nach Oman (2015: 20,10 Mio.; 2014: 12,10 Mio.; 2013: 25,63 Mio.; 2012: 46,66 Mio.), davon 27,4 % Treibstoffe, 23,8 % Lebensmittel, 17,6 % Maschinen und Geräte und 7,5 % Erze und Minerale.
Im gleichen Zeitraum lieferte Oman Waren im Wert von 1,10 Mio. Euro an Portugal (2015: 8,89 Mio.; 2014: 1,30 Mio.; 2013: 6,04 Mio.; 2012: 1,04 Mio.), davon 72,7 % Kunststoffe, 26,7 % Metalle und 0,3 % Textilien.
Damit stand Oman für den portugiesischen Außenhandel an 84. Stelle als Abnehmer und an 132. Stelle als Lieferant. Im omanischen Außenhandel rangierte Portugal damit an 54. Stelle unter den Abnehmern und an 53. Stelle unter den Lieferanten.